# 분자궤도함수 이론
분자 궤도 함수란 분자 오비탈로서, VSEPR이론을 보완할 수 있는 수단이다.
분자 사이의 결합을 시그마 결합이나 파이 결합으로 나타낸다.
시그마 결합은 S오비탈과 S오비탈, 또는 S오비탈과 P오비탈, P오비탈과 P오비탈 사이에서 생기는 결합이다.
파이 결합은 평행된 P오비탈 사이에서 생기는 약한 결합이다.
결합의 중심 원자는 결합된 원자 수에 따라 {\displaystyle sp^{n}}혼성 오비탈을 가진다.
VSEPR이론으로는 분자의 대략적인 구조나 각 원자의 위치만을 알 수 있지만,
분자궤도함수 즉, 분자 오비탈로는 원자 사이의 결합각이나 전자의 존재 확률 또한 계산해 낼 수 있다.
전자의 위치는 확률적으로만 결정된다. 이 확률은, {\displaystyle \psi ^{n}}으로서, 파동함수의 제곱으로 나타낸다.
파동함수의 해로 구하는 값은 물리적 의미가 없기 때문에, 제곱으로서 확률을 구하게 된다.

## 같이 보기
- 공유 결합